# Jakow Schebselewitsch Schur
Jakow Schebselewitsch (Saweljewitsch) Schur (russisch Яков Шебселевич (Савельевич) Шур, * 7. Apriljul. / 20. April 1908greg.; † 24. Mai 1986 in Swerdlowsk) war ein sowjetischer Physiker.

## Leben
Schur wurde in einem kleinen Ort in der Oblast Witebsk geboren. Er studierte bis 1932 an der Universität Leningrad und wurde anschließend Leiter des Labors für Ferromagnetismus am Institut für Metallphysik des Ural-Zweigs der Akademie der Wissenschaften der UdSSR in Swerdlowsk. Diese Tätigkeit übte er bis zu seinem Tod im Jahr 1986 aus. Seit 1938 lehrte er an der Staatlichen Universität des Uralgebiets und leitete dort verschiedene Abteilungen. Er gilt als Begründer der wissenschaftlichen Schule zu Magnetwerkstoffen im Ural. Er publizierte ca. 300 wissenschaftliche Aufsätze und war Autor von zwei Monographien.
1970 wurde er zum korrespondierenden Mitglied der Akademie der Wissenschaften der UdSSR gewählt. Er erhielt den Staatspreis der UdSSR (1967), den Preis des Ministerrats der UdSSR (1985) und wurde mit dem Orden des Roten Banners der Arbeit sowie anderen staatlichen Auszeichnungen geehrt.

## Publikationen (Auswahl)
- Mit S. V. Vonsovskii: Ferromagnetizm, Moskva : Gos. izd-vo tekhn.-teoret. lit-ry, 1948. OCLC 43295012
- Magnitnyĭ kompas : (istoricheskiĭ ocherk), (deutsch Magnetkompass: (historische Skizze)), Знание, Moskva : Znanie, 1956. OCLC 74269082
- Mit der Akademii︠a︡ nauk SSSR: Fizicheskie svoĭstva magnitnykh materialov, (deutsch Physikalische Eigenschaften magnetischer Materialien), УНЦ АН СССР, Sverdlovsk : UNT︠S︡ AN SSSR, 1982. OCLC 976946313